# Feuergraben (Feuerwehr)

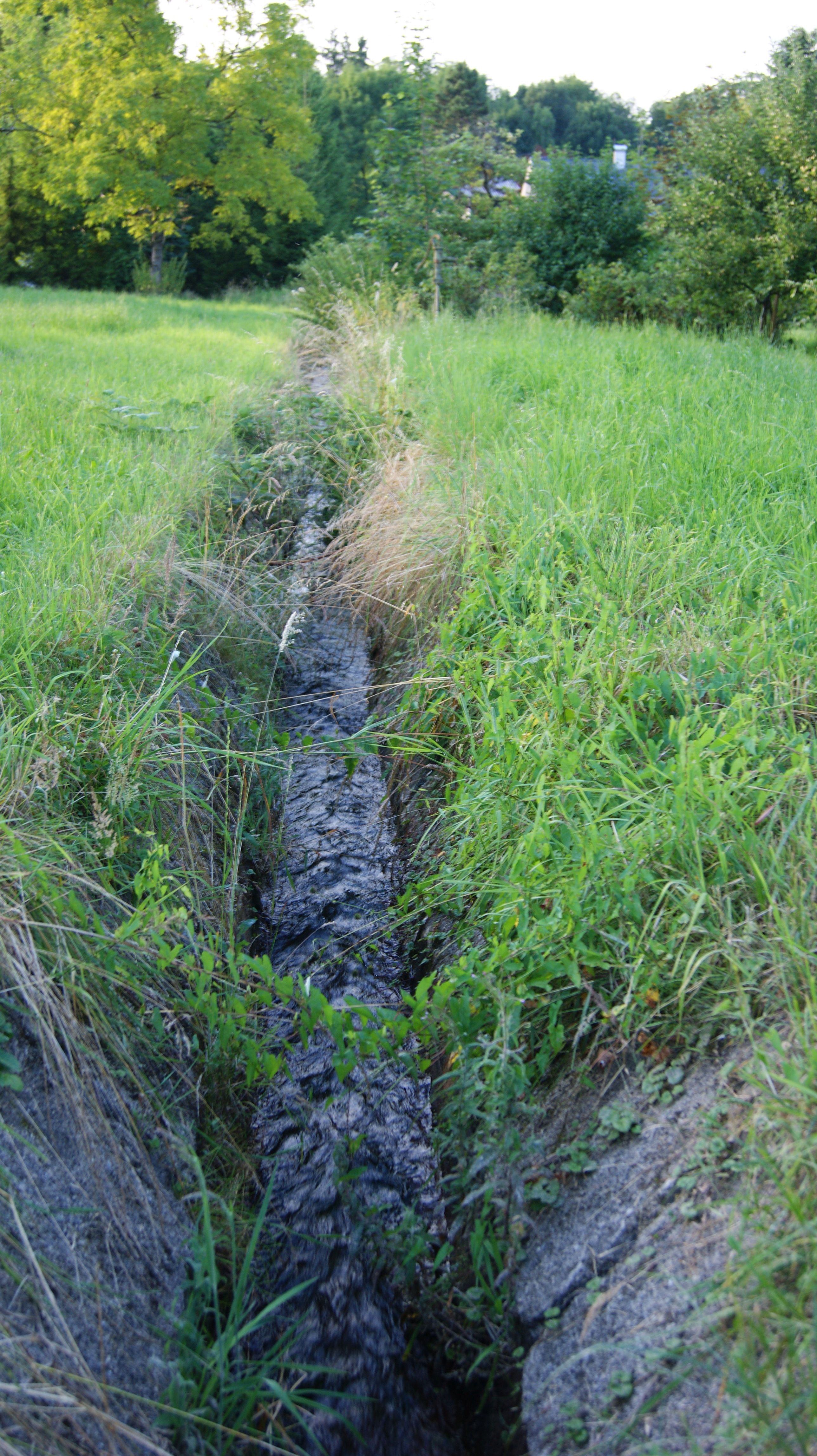
Dorfer Feuergraben in Dornbirn (2016)

Als Feuergraben oder Feuerbach werden im deutschsprachigen Raum oberflächlich fließende Gewässer zur Löschwasserversorgung bezeichnet, die natürlichen oder künstlichen Ursprung sein können. Besonders als noch keine ausreichenden Hydrantennetze zur Verfügung standen, hatten Feuergräben z. B. in Städten und Dörfern eine wichtige Funktion zur Bereitstellung von ausreichend Löschwasser im Brandfall.

## Name
Der Namensbestandteil Bach in Feuerbach bezieht sich unzweideutig auf ein kleines fließendes Gewässer. Der Namensbestandteil Graben in Feuergraben hingegen kann sich sowohl auf ein Fließgewässer (im Sinne von z. B. Wassergraben oder Entwässerungsgraben) beziehen, aber auch auf eine trockene Mulde, ein trockenes Annäherungshindernis (z. B. Wehrgraben) oder eine durch tektonische Kräfte verursachte Einsenkung der Erdoberfläche (z. B. geologischen Graben) etc.

## Speisung und Nutzung
Feuergräben bzw. Feuerbäche wurden z. B. aus Ausleitungen aus bestehenden Bächen gespeist oder auch aus Quellen. Teilweise wurde Feuergräben auch zur Trinkwasserversorgung und als Kraftquelle (z. B. für Wasserräder) genutzt sowie als Entwässerung und auch zum Baden und Waschen. Feuergräben führten teilweise nur im Brandfall Wasser bzw. ausreichend Wasser und waren ansonsten mehr oder weniger trocken.

## Beispiele
Der Dorfer Feuergraben im Stadtbezirk Rohrbach in Dornbirn, der aus einer Quelle gespeist wird, oder eine Ausleitung aus dem Friedrichstaler Kanal, der die Rinnen in den Straßen in der lippischen Stadt Detmold in Nordrhein-Westfalen mit Löschwasser füllte.

## Weitere Begriffsverwendung
1. Der Begriff Feuergraben wird auch teilweise bei der Köhlerei verwendet, wenn ein Köhler die Fenster mit Kohllösch zuschaufelt und weiter hinten am Kohlenmeiler einen Feuergraben gräbt, ein längliches Loch, über die gesamte Breite in die Lösch. Über diesen Graben wird im Kohlemeiler ein Sogeffekt erzeugt, durch welchen das Feuer in den Meiler hineingeführt wird.[2]
2. Ebenso wird auch der Begriff Feuergraben, für eine Grube oder ein Loch verwendet, um das Feuer sicher eingrenzen zu können. Ebenso ein Graben entlang der Eisenbahn, damit nicht durch Funkenflug trockene Materialien auf Äckern in Brand geraten können.[3][4] Feuergraben wird in diesem Sinne auch teilweise für eine Brandschneise bzw. Feuerschneise verwendet.
3. Auch ein Schützengraben wird teilweise im übertragenen Sinne als Feuergraben bezeichnet.[5]